# Tupolev Tu-121
Il Tupolev Tu-121 è un missile da crociera a testata nucleare progettato dall'OKB-156 di Andrej Nikolaevič Tupolev a partire dalla fine degli anni cinquanta. Complessivamente, ne furono realizzati sette esemplari prima della cancellazione del programma, nel 1960.

## Sviluppo
Lo sviluppo del Tu-121 venne ordinato da un decreto il 23 settembre 1957. Le specifiche prevedevano una gittata nell'ordine dei 3-4.000 km, con le prove che avrebbero dovuto iniziare entro la fine del 1958. Gli uomini di Tupolev realizzarono un missile di grandi dimensioni, bistadio, che avrebbe dovuto essere lanciato utilizzando una piattaforma terrestre del tipo ST-10. Il primo esemplare, incompleto, venne portato in volo il 31 dicembre 1958, appena in tempo per rispettare le scadenze imposte dal decreto. Comunque, le prove di volo con missili completi iniziarono poco dopo.
Complessivamente, vennero costruiti sette esemplari, di cui quattro lanciati (con il fallimento del secondo, il 25 agosto 1959). Nel febbraio 1960, un altro decreto ordinò la cancellazione del programma. Il lavoro svolto sul Tu-121, tuttavia, costituì le basi per il missile da crociera intercontinentale Tupolev Tu-133 (rimasto sulla carta) e per il drone Tupolev Tu-123, che entrò in servizio operativo con le forze armate sovietiche.

## Tecnica
Il Tu-121 era un missile da crociera a doppio stadio lungo 24,77 m, largo 8,4 e dal diametro di 1,7. Il peso al lancio raggiungeva i 32.600 kg. L'armamento era costituito da una testata nucleare tipo 205 del peso di circa tre tonnellate, costruita dall'NII-1011. Secondo i progettisti, avrebbe dovuto avere una gittata massima di 3.880 km. Il sistema di guida, di tipo astroinerziale, era stato sviluppato dall'NII-1 MAP.
Il trasporto del missile (con le ali smontate) doveva avvenire su un veicolo tipo ST-10. Una volta in posizione, la fase di partenza era assicurata da un motore RAT-52, composto da due razzi a propellente solido PRD-52. Dopo aver percorso circa 200-300 km, avrebbe dovuto raggiungere la quota di crociera, ad oltre 20.000 metri. Qui avrebbe mantenuto la velocità di 2.775 km/h grazie al motore del secondo stadio, un KR-15-300. La fase finale sarebbe stata caratterizzata da una picchiata di 55 gradi verso l'obiettivo, con la bomba che sarebbe dovuta esplodere alla quota di 2 km. In caso di malfunzionamenti, comunque, era previsto un dispositivo di autodistruzione.